# Zbigniew Namysłowski
Zbigniew Jacek Namysłowski (Varsó, 1939. szeptember 9. – 2022. február 7.) lengyel dzsesszzenész, altszaxofonos, zeneszerző.

## Élete, művészete
Szülei a második világháború idején meghaltak, nagymamája, Julia Żeromska nevelte. Krakkóban laktak, ahol az állami zeneiskolában zongorázni tanult. 1954-ben költöztek Varsóba, ahol tanulmányait zenei középiskolában, cselló szakon folytatta.
Koncerten 1955-ben debütált dzsessz-zongoristaként a Five Brothers együttesben, amelyet a Hybrydy nevű egyetemi klubban alapítottak. (Ennek az együttesnek csak ez az egy fellépése volt.)
1956-ban Mieczysław Wadecki amatőr dixieland együttesében harsonán (pozan) játszott, majd átment Witold Krotochwil zongorista együttesébe, a Modern Dixielanders-be. A következő évben Krzysztof Sadowski Modern Combo együttesével mint csellista lépett fel a legendás '57-es Sopot-i Jazz Fesztiválon. 1958-ban visszatért a harsonához és a Hot Club Melomani együttessel részt vett a varsói Nemzeti Filharmónián szervezett első, történelminek nevezhető dzsesszkoncerten.
A Polish All Stars együttessel fellépett Dániában, a Modern Dixielanders-szel Franciaországban. 1959-ig játszott a Traditional Jazz Makers, New Orleans Stompers és a Modern Jazz Group zenekarokkal is.
1961-ben alapította első saját zenekarát, a Jazz Rockers-t. 1962-ben Andrzej Trzaskowski együttesével, a The Wreckers-szel az USA-ban turnézott, és részt vett a Newport '62 fesztiválon.
Egyéni stílusa a lengyel gorál népzenét és a hard bopot szintetizálja sajátos hangzásvilágával. Az 1960-as évek végén, az 1970-es évek elején ismét az USA-ban játszott, majd Indiában, Ausztráliában és Új-Zélandon is fellépett. Kőszegi Imre 1980-ban alapított nemzetközi együttesével, Jack Gregg amerikai basszista és Gárdonyi László  zongorista társaságában nagy sikerrel turnéztak Európában.
Együtt dolgozott többek között Leszek Możdżerrel, Czesław Niemennel, Michał Urbaniakkal.
Több, mint nyolcvan zenei album őrzi közreműködéseit, saját lemezeinek száma a negyvenhez közelít.

## Fontosabb lemezei, felvételei
- Lola DECCA LK4644 (1964)
- Live at Kosmos, Berlin, Joachim Kühn-nel, ITM Archives (1965)
- Astigmatic (1965)
- Zbigniew Namyslowski Quartet Polish Jazz Vol.6 (1966)
- Winobranie (Szüret) (1973)
- Kujaviak Goes Funky (1975)
- Zbigniew Namyslowski (1977)
- Jasmin Lady (1978)
- Future Talk (1979)
- Follow Your Kite (1980)
- Air Condition (1981)
- Without A Talk (1991)
- Cy to blues cy nie blues (Vajon blues ez vagy nem blues) (1997)
- Dances (1997)
- Mozart Goes Jazz (1999)
- Go! Remy Filipovitch-csal (2003)
- Assymetry (2006)

## Külső hivatkozások
- Zbigniew Namysłowski hivatalos honlapja
- Életrajz és diszkográfia